# Thelairosoma rosatum
Thelairosoma rosatum är en tvåvingeart som beskrevs av Villeneuve 1943. Thelairosoma rosatum ingår i släktet Thelairosoma och familjen parasitflugor.
Artens utbredningsområde är Malawi. Inga underarter finns listade i Catalogue of Life.